# Rio da Várzea (Paraná)

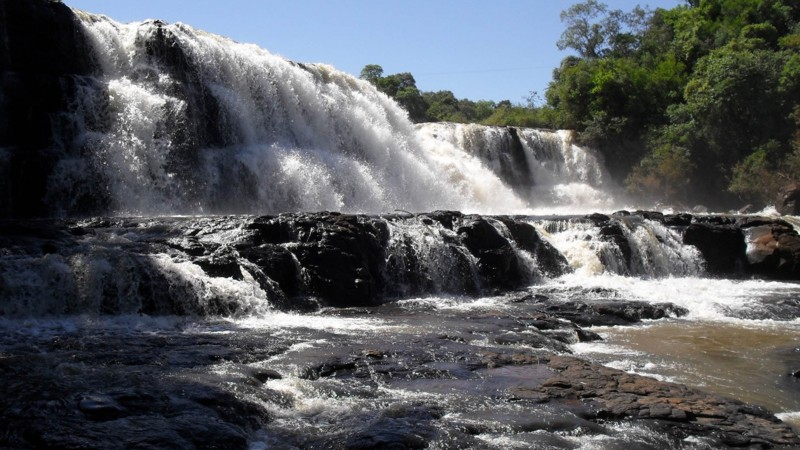
Pequena queda d'água no Rio da Várzea.

O rio da Várzea é um curso de água que banha o estado do Paraná.